# Journal des artistes (1827)
Le Journal des artistes est un hebdomadaire fondé à Paris par Guyot de Fère (d) en 1827. Il paraissait le dimanche et a porté différents sous-titres exprimant tous l'attrait pour les arts et la défense d'un certain classicisme dans leurs différentes branches.

## Histoire
Il fut l'organe de la Société libre des Beaux-Arts dès la création de cette société savante en 1830.
Le titre est repris en 1844 par Delaunay qui l'exploite jusqu'en 1848. La date de 1870 n'est documentée que par un prospectus qui vise à la relance du périodique (non attestée à ce jour).

## Principaux contributeurs
Malgré l'anonymat largement répandu dans les contributions, certaines figures sont à mentionner :
- Charles-François Farcy (d)[2]

## Sources
1. ↑  « [Prospectus commercial] »
2. ↑  « Biographie sur la base France savante »

La majeure partie de la collection est disponible sur Gallica.